# Symplectoscyphus modestus
Symplectoscyphus modestus is een hydroïdpoliep uit de familie Sertulariidae. De poliep komt uit het geslacht Symplectoscyphus. Symplectoscyphus modestus werd in 1901 voor het eerst wetenschappelijk beschreven door Hartlaub. 